# Hofors kyrka
Hofors kyrka är en kyrkobyggnad i Hofors i Gästrikland. Den tillhör Hofors församling i Uppsala stift. Kyrkan är ritad av Bengt Romare. Bygget påbörjades 19 maj 1961 och kyrkan invigdes 3 november 1962.

## Historia

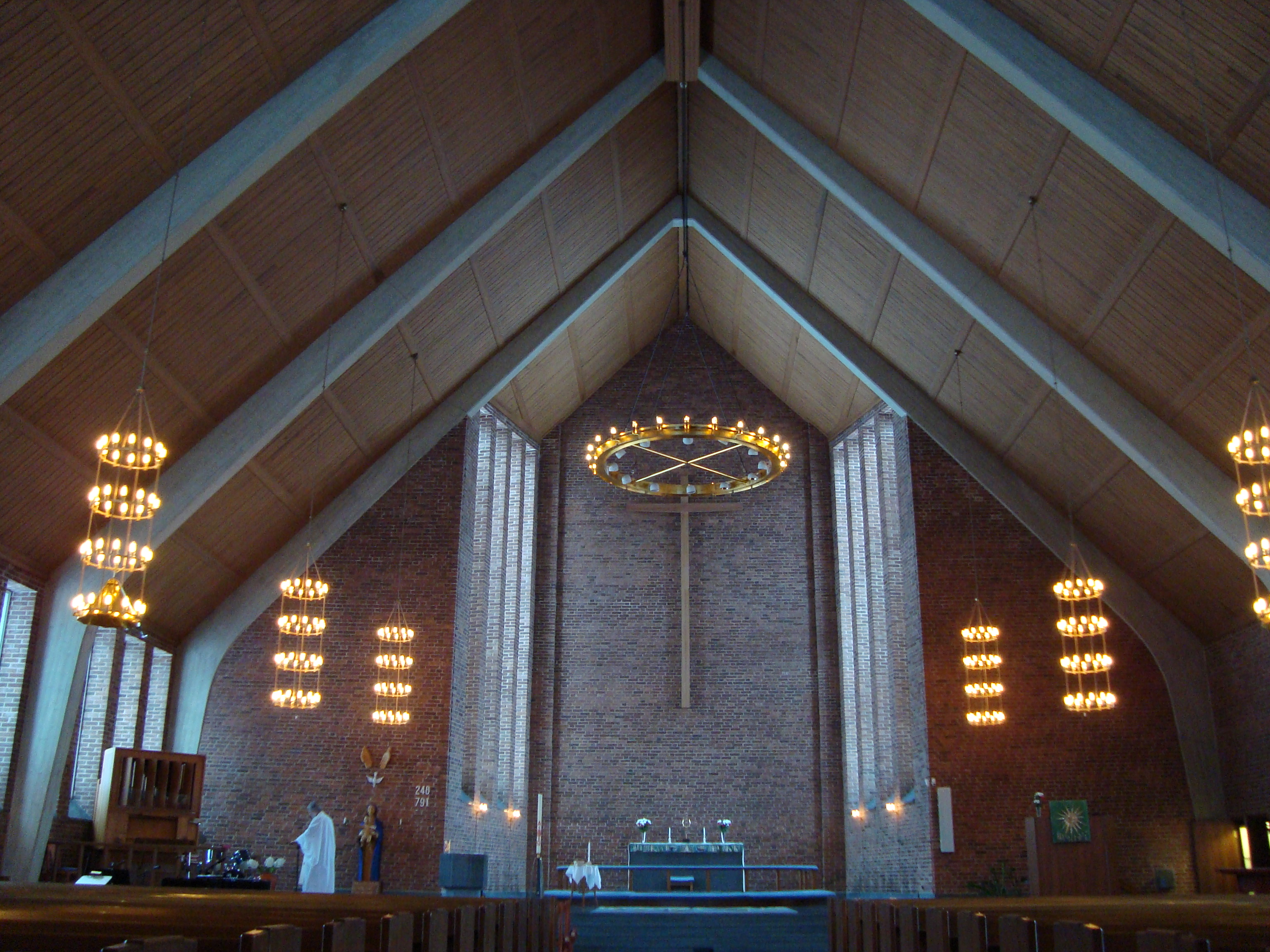
Hofors kyrka

Hofors tillhörde tidigare Torsåkers församling. När orten började att växa på allvar under senare delen av 1800-talet upplevdes det som alltmer otillfredsställande att ingen kyrkolokal fanns på orten och att församlingskyrkan låg mer än en mil bort. 1894 byggdes så Kyrkskolan ritad av stockholmsarkitekterna Axel och Hjalmar Kumlien och dess aula kom att fungera som kyrkolokal i samhället ända fram till dess att kyrkan var färdig 1962. Under 1900-talet växte befolkningen snabbt i Hofors och man ville bilda en egen församling. Domkapitlet tillstyrkte under förutsättning att man byggde en riktig kyrka eftersom Kyrkskolan ansågs otillräcklig som församlingskyrka. År 1944 bildade Hofors församling eget pastorat men det skulle ändå dröja ända till 1961 innan kyrkobyggandet startade.

## Inventarier

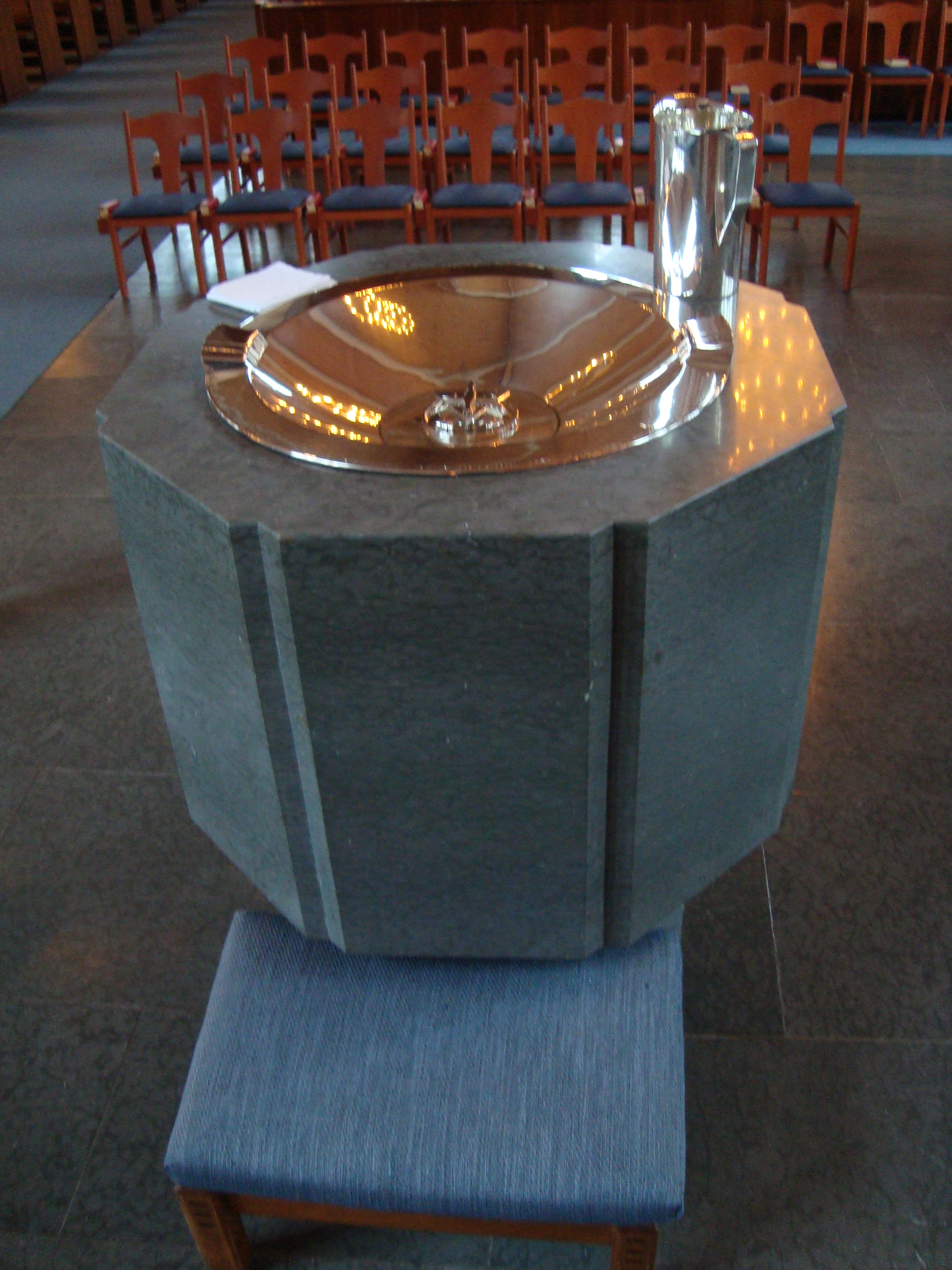
Dopfunten

I dopfunten finns en silverskål, designad av Folke Arström. I skålens botten syns symbolerna för treenigheten och den heliga anden.
På altaret står ett silverkors från 1962, som bekostats av gåvor från församlingen. Silvervaserna på altaret är tillverkade av Martin Olsson och skänkta av dåvarande chefen för SKF:s bruk, Ivar Bohm med hustru. Altarljusstakarna är smidda av Gösta Holmqvist och bekostades av Club Lions i Hofors.

### Orgel
- 1923 byggde Furtwängler & Hammer, Hannover en orgel med 13 stämmor.
- 1957 byggde Grönlunds Orgelbyggeri AB, Gammelstad en orgel med 15 stämmor, två manualer och pedal. Orgeln såldes 1967 till Hallstaviks kyrka.
- Den nuvarande orgeln byggdes 1967-1968 av A Mårtenssons Orgelfabrik AB, Lund. Orgeln har mekanisk traktur, elektrisk registratur och slejflådor. Tonomfång är på 56/30 och orgeln har även en fri kombination och tutti koppel. 1990 renoverades orgeln av Tomas Svenske, Knivsta. Orgeln fick då ny traktur.

| Huvudverk I       | Öververk II    | Bröstverk III     | Pedal            | Koppel |
| Gedacktpommer 16' | Rörflöjt 8'    | Rörgedackt 8'     | Principal 16'    | I/P    |
| Principal 8'      | Kvintadena 8'  | Gemshorn 4'       | Subbas 16'       | II/P   |
| Gedackt 8'        | Principal 4'   | Principal 2'      | Kvinta 10 2⁄3'   | III/P  |
| Oktava 4'         | Koppelflöjt 4' | Blockflöjt 2'     | Oktava 8'        | II/I   |
| Rörflöjt 4'       | Waldflöjt 2'   | Ters 1 3⁄5'       | Borduna 8'       | III/I  |
| Oktava 2'         | Scharf III 1'  | Kvinta 1 1⁄3'     | Rörkvintadena 4' | III/II |
| Mixtur V 1 1⁄3'   | Dulcian 16'    | Zimbel III 1⁄2'   | Nachthorn 2'     |        |
| Sesquialtera II   | Krumhorn 8'    | Regal 8'          | Mixtur III 2'    |        |
| Trumpet 8'        | Tremulant      | Tremulant         | Fagott 16'       |        |
|                   |                | Crescendosvällare | Skalmeja 4'      |        |

#### Kororgel
1976 byggde Grönlunds Orgelbyggeri A, Gammelstad en mekanisk kororgel med slejflådor. Tonomfång är på 56/30. Slejfdelningen är mellan h0/c1.
| Manual           | Pedal      | Koppel  |
| Gedackt 8' B/D   | Subbas 16' | Man/Ped |
| Principal 4' B/D |            |         |
| Rörflöjt 4' B/D  |            |         |
| Waldflöjt 2' B/D |            |         |
| Cymbel II B/D    |            |         |
| Dulcian 8' B/D   |            |         |